# Porites deformis
Porites deformis är en korallart som beskrevs av Nemenzo 1955. Porites deformis ingår i släktet Porites och familjen Poritidae. IUCN kategoriserar arten globalt som nära hotad. Inga underarter finns listade i Catalogue of Life.